# Jérémy Ménez
Jérémy Menez, född 7 maj 1987 i Longjumeau, är en fransk fotbollsspelare som spelar för italienska Reggina. Han är den yngste spelaren någonsin som gjort ett hat trick i Ligue 1, han är även den yngsta spelare som har vunnit Ligue 1's Spelare per månad pris och har ibland blivit jämförd med Zinedine Zidane. 

## Karriär
I början av säsongen 2008/2009, var AS Roma knutna kraftigt till 21-årig Menez, Liverpool FC's mittfältare Yossi Benayoun, Chelsea FC's Florent Malouda och David Suazo i Inter Milan för att ersätta Amantino Mancini och Ludovic Giuly som skrev på för Inter Milan och Paris Saint-Germain. Den 28 augusti 2008, skrev Jeremy Menez på ett 4-årigt kontrakt med AS Roma.
Jeremy Menez valde nummer 24, som senast bars av Roma legenden "SuperMarco" Marco Delvecchio. I sin första presskonferens som Roma-spelare, förklarade han att han ville likna hans föregångare till nummer 24, med hänvisning till alla de viktiga mål Delvecchio gjorde, särskilt mot bittra rivaler som SS Lazio. Inför säsongen 2009-2010 bytte han tröjnummer till 94.
Den 25 juli 2011 blev det klart att Menez flyttar hem till Frankrike och Paris Saint-Germain då han skrev på ett 3-års avtal med den hårdsatsande klubben.
Den 23 juni 2020 värvades Ménez av italienska Serie B-klubben Reggina.

## Meriter
- Maj 2004: European U-17 Champion
- Juni 2003: Skyttekung i Tournoi de Salerne
- April 2003: Finalist i Tournoi de Montaigu
- November 2003: Vinnare av Tournoi du Val-de-Marne
- Februari 2005: Vinnare av Meridian Cup i Egypten